# New Castle (Kentucky)
New Castle – miasto w Stanach Zjednoczonych, w stanie Kentucky, w hrabstwie Henry.